# Парад на Красной площади 9 мая 2000 года
Парад на Красной площади 9 мая 2000 года состоялся в юбилейную, 55-ю годовщину Победы Советского народа в Великой Отечественной войне. Парад принимал Министр обороны Российской Федерации Маршал Российской Федерации Игорь Дмитриевич Сергеев. Командовал парадом командующий войсками Московского Военного округа генерал-полковник Игорь Евгеньевич Пузанов
В параде принимало участие 11 тысяч человек. Среди них 5 тысяч ветеранов Великой Отечественной войны из стран СНГ и Прибалтики, и 6 тысяч военнослужащих российской армии.
Парад Победы 2000 года стал последним парадом, на котором ветераны прошли по Красной площади в пешем строю.

## Порядок проведения парада
Парад начался в 10 часов утра по московскому времени. Открыл парад пронос Знамени Победы. Затем следовал рапорт командующего парадом Министру обороны Российской Федерации, и объезд войск.
Затем Маршал Российской Федерации Игорь Сергеев доложил Верховному Главнокомандующем Вооружёнными Силами Российской Федерации, Президенту Российской Федерации Владимиру Путину о готовности войск к параду. После доклада последовала речь Президента.
Путин стоял на трибуне напротив Мавзолея. Рядом с ним стоял бывший президент Борис Ельцин. При этом надпись «Ленин» на мавзолее не была закрыта, как в 1997-1999 годах.

### Историческая часть парада
Историческую часть парада открыл проезд Генерала армии Владимира Говорова. Далее следовало прохождение военачальников периода Великой Отечественной войны. Затем прошли батальоны ветеранов Карельского, Ленинградского, 1-го Прибалтийского, 1, 2 и 3-го Белорусского и 1, 2, 3 и 4-го Украинских фронтов. Завершил их шествие сводный батальон ветеранов-моряков.
Для участвовавших в параде ветеранов были пошиты костюмы: серо-стального цвета для мужчин и тёмно-красного — для женщин.

## Современная часть парада
Современную часть парада открыло прохождение барабанщиков Московского военно-музыкального училища. Далее следовало прохождение следующих частей:
- Знамённая группа с Государственным флагом Российской Федерации и Знаменем Победы
- Знамённая рота Московского военного института, проносящая 150 знамён периода войны
- Батальон Почётного караула в форме Сухопутных войск, ВВС и ВМФ
- Три батальона в форме времён Великой Отечественной войны (курсанты Военно-технического университета Спецстроя России)
- Общевойсковая академия Вооружённых Сил Российской Федерации
- Военная академия Ракетных войск стратегического назначения имени Петра Великого
- Военно-инженерная академия имени Куйбышева
- Военный университет радиационной, химической и биологической защиты имени маршала Тимошенко
- Военно-воздушная академия им. Ю. А. Гагарина
- Военный авиационно-технический университет имени Н. Е. Жуковского
- Военный университет Министерства обороны Российской Федерации
- Санкт-Петербургский военно-морской институт
- Московский военный институт Федеральной пограничной службы Российской Федерации
- 331-й Гвардейский Парашютно-десантный полк
- Полк Внутренних войск МВД России
- Полк Морской пехоты Балтийского флота
- Московское суворовское военное училище
- Нахимовское военно-морское училище
- Московский военный институт

Завершил парад прохождение Сводного оркестра МО РФ